# Liste der Brücken über die Thur
Die Liste der Brücken über die Thur enthält die Thur-Übergänge der Säntisthur und der Wildhauser Thur sowie die Brücken vom Zusammenfluss der zwei Quellbäche bei Unterwasser bis zur Mündung bei Flaach in den Rhein.

## Brückenliste
131 Brücken führen über den Fluss: 88 Strassenbrücken, 33 Fussgängerbrücken, neun Eisenbahnbrücken und eine Rohrbrücke.

### Säntisthur
17 Brücken und Stege überspannen die Säntisthur.
| Bild | Name                | Ort         | Lage | Funktion                                                            | Konstruktion   | Material | Länge in m | Höhe m ü. M. | Bemerkungen |
| ---- | ------------------- | ----------- | ---- | ------------------------------------------------------------------- | -------------- | -------- | ---------- | ------------ | --- |
|      | Unbenannte Brücke   | Wildhaus    |      | Feldwegbrücke                                                       | Balkenbrücke   | Holz     | 10         | 1205         | |
|      | Unbenannter Steg    | Wildhaus    |      | Feldwegbrücke                                                       | Balkenbrücke   | Holz     | 8          | 1192         | Brücke ohne Geländer |
|      | Unbenannte Brücke   | Unterwasser |      | Feldwegbrücke                                                       | Balkenbrücke   | Beton    | 8          | 1090         | Brücke ohne Geländer mit Holztor |
|      | Unbenannter Steg    | Unterwasser |      | Fussgängerbrücke                                                    | Balkenbrücke   | Holz     | 8          | 1087         | Brücke ohne Geländer Bergwanderweg |
|      | Unbenannter Steg    | Unterwasser |      | Feldwegbrücke                                                       | Balkenbrücke   | Beton    | 6          | 1083         | Brücke ohne Geländer |
|      | Laui-Brücke         | Unterwasser |      | Strassenbrücke (einspurig)                                          | Balkenbrücke   | Beton    | 15         | 1071         | Fahrverbot für Motorwagen, Motorräder und Motorfahrräder: Alp- und Forstwirtschaftlicher Verkehr gestattet Mountainbikeland-Route 33 Hörnli Bike (Etappe 3 Hemberg–Wildhaus) Wanderland-Route 24 Thurweg (Etappe 1 Wildhaus, Gamplüt–Nesslau) und Route 946 Thurwasserfälle Weg (Unterwasser–Wildhaus) |
|      | Unbenannter Steg    | Unterwasser |      | Feldwegbrücke                                                       | Balkenbrücke   | Stahl    | 6          | 1035         | Brücke ohne Geländer |
|      | Brandstrasse-Brücke | Unterwasser |      | Strassenbrücke (einspurig)                                          | Balkenbrücke   | Beton    | 14         | 1033         | Wanderland-Route 24 Thurweg (Etappe 1 Wildhaus, Gamplüt–Nesslau) |
|      | Unbenannter Steg    | Unterwasser |      | Feldwegbrücke                                                       | Balkenbrücke   | Beton    | 8          | 1029         | Brücke ohne Geländer |
|      | Ennetthurweg-Brücke | Unterwasser |      | Strassenbrücke (einspurig)                                          | Balkenbrücke   | Beton    | 8          | 1026         | Allgemeines Fahrverbot: Anstösser gestattet Zufahrt zum Karunahaus Wanderland-Route 946 Thurwasserfälle Weg (Unterwasser–Wildhaus) |
|      | Thurfälle-Brücke    | Unterwasser |      | Fussgängerbrücke                                                    | Balkenbrücke   | Beton    | 6          | 916          | Wanderweg zu den Thurwasserfällen |
|      | Unbenannte Brücke   | Unterwasser |      | Feldwegbrücke                                                       | Bogenbrücke    | Stein    | 12         | 906          | Historische Steinbogenbrücke mit Brüstungsmauern aus gemörtelten Bruchsteinen Das Bauwerk ist im Inventar historischer Verkehrswege der Schweiz (IVS) als Objekt von regionaler Bedeutung aufgeführt. Wanderweg                                                                                        |
|      | Au-Brücke           | Unterwasser |      | Feldwegbrücke                                                       | Fachwerkbrücke | Stahl    | 13         | 905          | Brücke mit Holzfahrbahn |
|      | Unbenannter Steg    | Unterwasser |      | Fussgängerbrücke                                                    | Balkenbrücke   | Beton    | 8          | 904          | Wanderweg |
|      | Dorfstrasse-Brücke  | Unterwasser |      | Strassenbrücke (zweispurig) mit Trottoirs                           | Balkenbrücke   | Beton    | 12         | 904          | Höchstgeschwindigkeit 50 km/h Wanderweg |
|      | Hauptstrasse-Brücke | Unterwasser |      | Strassenbrücke (zweispurig) mit Velostreifen Fahrtrichtung Wildhaus | Balkenbrücke   | Beton    | 18         | 902          | Höchstgeschwindigkeit 50 km/h PostAuto-Buslinie 790 Churfirstenlinie (Wattwil – Nesslau – Wildhaus – Buchs) Veloland-Route 95 Thur-Route (Etappe 3 Nesslau–Buchs SG) |
|      | Sändli-Brücke       | Unterwasser |      | Strassenbrücke (einspurig)                                          | Balkenbrücke   | Beton    | 15         | 899          | Höchstgeschwindigkeit 50 km/h |

### Wildhauser Thur
10 Brücken und Stege überspannen die Wildhauser Thur.
| Bild | Name                           | Ort         | Lage | Funktion                    | Konstruktion | Material | Länge in m | Höhe m ü. M. | Bemerkungen |
| ---- | ------------------------------ | ----------- | ---- | --------------------------- | ------------ | -------- | ---------- | ------------ | --- |
|      | Unbenannter Steg               | Wildhaus    |      | Fussgängerbrücke            | Balkenbrücke | Stahl    | 10         | 989          | Wanderweg |
|      | Unbenannter Steg               | Wildhaus    |      | Fussgängerbrücke            | Balkenbrücke | Stahl    | 12         | 946          | Brücke mit einseitigem Holzgeländer Wanderweg |
|      | Unbenannte Brücke              | Unterwasser |      | Feldwegbrücke               | Balkenbrücke | Holz     | 8          | 926          | Brücke mit defektem Geländer Privatgrundstück: Betreten und Befahren auf eigene Gefahr! Für Sach- und Körperschäden wird keine Haftung übernommen!    |
|      | Unbenannte Brücke              | Unterwasser |      | Feldwegbrücke               | Balkenbrücke | Beton    | 5          | 918          | Brücke ohne Geländer |
|      | Hintere Schwendistrasse-Brücke | Unterwasser |      | Strassenbrücke (zweispurig) | Balkenbrücke | Beton    | 8          | 915          | Höchstgeschwindigkeit 50 km/h Wanderweg |
|      | Frühweidstrasse-Brücke         | Unterwasser |      | Strassenbrücke (zweispurig) | Balkenbrücke | Beton    | 8          | 911          | Höchstgeschwindigkeit 50 km/h Wanderweg |
|      | Unbenannte Brücke              | Unterwasser |      | Fussgängerbrücke            | Bogenbrücke  | Holz     | 8          | 910          | Zugang zur Badi Unterwasser |
|      | Frühweidstrasse-Brücke         | Unterwasser |      | Strassenbrücke (zweispurig) | Balkenbrücke | Beton    | 8          | 906          | Höchstgeschwindigkeit 50 km/h Wanderland-Route 24 Thurweg (Etappe 1 Wildhaus, Gamplüt–Nesslau) und Route 971 Oberer Thurweg (Unterwasser–Starkenbach) |
|      | Unbenannte Brücke              | Unterwasser |      | Feldwegbrücke               | Balkenbrücke | Holz     | 8          | 903          | Brücke mit defektem Geländer |
|      | Unbenannter Steg               | Unterwasser |      | Feldwegbrücke               | Balkenbrücke | Beton    | 8          | 900          | Wanderweg |

### Thur:Kanton St. Gallen
76 Brücken und Stege überspannen die Thur im Kanton St. Gallen. Zusätzlich ist eine ehemalige Naturbrücke erwähnt.
| Bild | Name                                            | Ort                     | Lage | Funktion                                                                                      | Konstruktion                   | Material    | Länge in m | Höhe m ü. M. | Bemerkungen |
| --- | ----------------------------------------------- | ----------------------- | ---- | --------------------------------------------------------------------------------------------- | ------------------------------ | ----------- | ---------- | ------------ | --- |
| | Chlostobelstrasse-Brücke                        | Unterwasser             |      | Strassenbrücke (einspurig)                                                                    | Balkenbrücke                   | Stahl       | 15         | 898          | Allgemeines Fahrverbot Wanderland-Route 24 Thurweg (Etappe 1 Wildhaus, Gamplüt–Nesslau) und Route 971 Oberer Thurweg (Unterwasser–Starkenbach) Langlauf-Route 412 Talloipe Alt St. Johann Flussabwärts auf der linken Flussseite befindet sich die hydrometrische Messstation Nr. 5804 Thur - Alt St.Johann, Unterwasser, Chlostobel des Kantons St. Gallen. |
| | Unbenannte Brücke                               | Unterwasser             |      | Feldwegbrücke                                                                                 | Balkenbrücke                   | Beton       | 8          | 895          | Auf der linken Flussseite befindet sich das national geschützte Flachmoor Espel. |
| | Unbenannte Brücke                               | Alt St. Johann          |      | Feldwegbrücke                                                                                 | Balkenbrücke                   | Beton       | 8          | 893          | Auf der linken Flussseite befindet sich das national geschützte Flachmoor Espel. |
| | Unbenannte Brücke                               | Alt St. Johann          |      | Strassenbrücke (einspurig)                                                                    | Balkenbrücke                   | Beton       | 12         | 889          | Einfahrt verboten: Die Einbahnstrasse kann nur von der Talstation der Sellamattbahn in Fahrtrichtung Alt St. Johann (Ochsenwis) befahren werden Auf der linken Flussseite befindet sich das national geschützte Flachmoor Espel. |
| | Espelgasse-Brücke                               | Alt St. Johann          |      | Strassenbrücke (zweispurig)                                                                   | Balkenbrücke                   | Holz        | 10         | 889          | Zufahrt zur Talstation der Sellamattbahn Wanderweg Langlauf-Route 412 Talloipe Alt St. Johann |
| | Hauptstrasse-Brücke                             | Alt St. Johann          |      | Strassenbrücke (zweispurig) mit Trottoir und Velostreifen (Fahrtrichtung Unterwasser)         | Balkenbrücke                   | Beton       | 15         | 888          | Höchstgeschwindigkeit 50 km/h PostAuto-Buslinie 790 Churfirstenlinie (Wattwil – Nesslau – Wildhaus – Buchs) Veloland-Route 95 Thur-Route (Etappe 3 Nesslau–Buchs SG) Wanderland-Route 24 Thurweg (Etappe 1 Wildhaus, Gamplüt–Nesslau) |
| | Unbenannter Steg                                | Alt St. Johann          |      | Fussgängerbrücke                                                                              | Balkenbrücke                   | Beton       | 10         | 888          | Zugang zur Kirche Alt St. Johann |
| | Dörflistrasse-Brücke                            | Alt St. Johann          |      | Strassenbrücke (zweispurig)                                                                   | Balkenbrücke                   | Beton       | 10         | 888          | Höchstgeschwindigkeit 50 km/h Veloland-Route 95 Thur-Route (Etappe 3 Nesslau–Buchs SG) Wanderland-Route 24 Thurweg (Etappe 1 Wildhaus, Gamplüt–Nesslau) |
| | Mühlestrasse-Brücke                             | Alt St. Johann          |      | Strassenbrücke (zweispurig)                                                                   | Balkenbrücke                   | Beton       | 12         | 886          | Höchstgeschwindigkeit 50 km/h, Höchstgewicht 7 t |
| | Unbenannter Steg                                | Alt St. Johann          |      | Feldwegbrücke                                                                                 | Balkenbrücke                   | Beton       | 8          | 882          | Brücke mit Grasboden |
| | Unbenannte Brücke                               | Alt St. Johann          |      | Fussgängerbrücke                                                                              | Balkenbrücke                   | Stahl       | 8          | 880          | Brücke mit Holzsteg und abschliessbarem Tor Privater Zugang zum Gebäude Steg 205. |
| | Thurbrücke Bürgerheim                           | Alt St. Johann          |      | Strassenbrücke (einspurig)                                                                    | Bogenbrücke                    | Stein       | 15         | 880          | Historische Steinbogenbrücke, gebaut ca. 1841 im Zusammenhang mit dem Neubau der Armenanstalt von Alt St. Johann, saniert in den 1940er Jahren Das Bauwerk ist im Inventar historischer Verkehrswege der Schweiz (IVS) als Objekt von regionaler Bedeutung aufgeführt. Fahrverbot für Motorwagen, Motorräder und Motorfahrräder Wanderweg |
| | Sonnenhalbstrasse-Brücke                        | Alt St. Johann          |      | Strassenbrücke (zweispurig)                                                                   | Balkenbrücke                   | Beton       | 18         | 878          | Höchstgeschwindigkeit 50 km/h Mountainbikeland-Route 33 Hörnli Bike (Etappe 3 Hemberg–Wildhaus) Veloland-Route 95 Thur-Route (Etappe 3 Nesslau–Buchs SG) Wanderland-Route 971 Oberer Thurweg (Unterwasser–Starkenbach) |
| | Unbenannte Brücke                               | Alt St. Johann          |      | Feldwegbrücke                                                                                 | Balkenbrücke                   | Stahl       | 12         | 876          | Zufahrt zum Gebäude Brugg 112 |
| | Sändlistrasse-Brücke                            | Alt St. Johann          |      | Strassenbrücke (zweispurig)                                                                   | Balkenbrücke                   | Beton       | 22         | 875          | Höchstgeschwindigkeit 50 km/h Wanderweg |
| | Starkenbach-Brücke                              | Alt St. Johann          |      | Fussgängerbrücke                                                                              | Bogenbrücke                    | Stein       | 15         | 875          | Historische Steinbogenbrücke mit Schotter und Gras bedeckter Fahrbahn und Holzgeländer Das Bauwerk ist im Inventar historischer Verkehrswege der Schweiz (IVS) als Objekt von regionaler Bedeutung aufgeführt. |
| | Unbenannte Brücke                               | Alt St. Johann          |      | Feldwegbrücke                                                                                 | Balkenbrücke                   | Stahl       | 15         | 867          | Die absenkbare Stahlbrücke war Teil der Tanksperre der Sperrstelle Starkenbach |
| | Thurbrücke Burg                                 | Alt St. Johann          |      | Fussgängerbrücke                                                                              | Bogenbrücke                    | Stein       | 12         | 865          | Historische Steinbogenbrücke mit Holzgeländer, umfassend renoviert 2002 Das Bauwerk ist im Inventar historischer Verkehrswege der Schweiz (IVS) als Objekt von regionaler Bedeutung aufgeführt. 400 m flussabwärts auf der linken Flussseite befindet sich die hydrometrische Messstation Nr. 5902 Thur - Stein, Iltishag des Kantons St. Gallen. |
| | Müliwis-Steg                                    | Stein                   |      | Fussgängerbrücke                                                                              | Balkenbrücke                   | Stahl       | 20         | 844          | |
| | Staatsstrasse-Brücke                            | Stein                   |      | Strassenbrücke (zweispurig) mit Trottoirs                                                     | Balkenbrücke                   | Beton       | 22         | 835          | Höchstgeschwindigkeit 50 km/h PostAuto-Buslinie 790 Churfirstenlinie (Wattwil – Nesslau – Wildhaus – Buchs) Mountainbikeland-Route 33 Hörnli Bike (Etappe 3 Hemberg–Wildhaus) und Route 2 Panorama Bike (Etappe 3 Appenzell–Stein SG) Veloland-Route 95 Thur-Route (Etappe 3 Nesslau–Buchs SG) |
| | Thurbrücke Breitenau                            | Stein                   |      | Feldwegbrücke                                                                                 | Bogenbrücke                    | Stein       | 15         | 828          | Historische Steinbogenbrücke mit Eisenrohrgeländer, gebaut ca. 1897 Das Bauwerk ist im Inventar historischer Verkehrswege der Schweiz (IVS) als Objekt von regionaler Bedeutung aufgeführt. Allgemeines Fahrverbot Höchstgewicht 1 t |
| | Unbenannte Brücke                               | Nesslau                 |      | Fussgängerbrücke                                                                              | Balkenbrücke                   | Beton       | 12         | 824          | Übergang ist nicht behindertengerecht (Treppen) Zugang zu Picknickplatz auf Flussinsel |
| | Unbenannter Steg                                | Nesslau                 |      | Fussgängerbrücke                                                                              | Balkenbrücke                   | Stahl       | 12         | 789          | Wanderland-Route 24 Thurweg (Etappe 1 Wildhaus, Gamplüt–Nesslau) |
| | Laaderbrücke                                    | Nesslau                 |      | Strassenbrücke (zweispurig) mit Trottoir                                                      | Balkenbrücke                   | Holz        | 33         | 754          | Gebaut 1996, ersetzte Stahlfachwerkbrücke von 1899 Höchstgeschwindigkeit 40 km/h Wanderweg |
| | Schneitstrasse-Brücke                           | Nesslau                 |      | Strassenbrücke (zweispurig)                                                                   | Balkenbrücke                   | Beton       | 20         | 751          | Höchstgeschwindigkeit 50 km/h Wanderland-Route 24 Thurweg (Etappe 2 Nesslau) und Route 968 Nesslauer Rundweg (Nesslau–Nesslau) |
| | Rechenweid-Brücke                               | Neu St. Johann          |      | Strassenbrücke (einspurig) mit Rohrleitung an der Brückenseite                                | Fachwerkbrücke                 | Stahl       | 28         | 745          | Eisenfachwerkbrücke mit Halbparabelträgern, gebaut vermutlich in den 1890er Jahren Allgemeines Fahrverbot: Zubringerdienst gestattet Höchstgeschwindigkeit 50 km/h Wanderweg |
| | Johanneum Inselibrücke                          | Neu St. Johann          |      | Fussgängerbrücke                                                                              | Gedeckte Brücke                | Holz        | 12         | 744          | Gedeckte Holzbrücke, gebaut 1992 Obwohl im Privatbesitz steht das Inseli mit Kapelle Mariahilf allen zur Nutzung offen |
| | Bühler-Brücke («Büelerbrugg»)                   | Neu St. Johann          |      | Strassenbrücke (zweispurig) mit schmalen Trottoirs                                            | Balkenbrücke                   | Beton       | 40         | 738          | Gebaut 1964 Höchstgeschwindigkeit 50 km/h Veloland-Route 95 Thur-Route (Etappe 2 Bischofszell–Nesslau) Wanderland-Route 968 Nesslauer Rundweg (Nesslau–Nesslau) Flussaufwärts mündet die Luteren von rechts in die Thur. |
| | Thurviadukt II (SOB Bühlerbrücke)               | Neu St. Johann          |      | Eisenbahnbrücke (eingleisig)                                                                  | Bogenbrücke                    | Stein       | 47         | 737          | Naturstein-Bogenbrücke, gebaut 1912 Höchstgeschwindigkeit 60 km/h SOB-Bahnstrecke Nesslau-Neu St. Johann – Altstätten SG |
| | Naturbrücke                                     | Krummenau               |      | Fussgängerbrücke (ehemalig)                                                                   | Furt                           | Stein       |            | 718          | Die aus Felsen gebildete Naturbrücke brach 1976 ein |
| | Thurviadukt I (SOB Thurbrücke beim Herrentobel) | Krummenau               |      | Eisenbahnbrücke (eingleisig)                                                                  | Balkenbrücke                   | Beton       | 84         | 708          | Naturstein-Bogenbrücke, gebaut 1912 Höchstgeschwindigkeit 60 km/h SOB-Bahnstrecke Nesslau-Neu St. Johann – Altstätten SG |
| | Krümmenswil-Brücke                              | Krummenau               |      | Fussgänger- und Velobrücke                                                                    | Balkenbrücke                   | Stahl       | 40         | 707          | Metallpoller dienen als Durchfahrtssperre Wanderland-Route 24 Thurweg (Etappe 2 Nesslau)–Wattwil |
| | Wolzen-Brücke                                   | Krummenau               |      | Fussgängerbrücke                                                                              | Gedeckte Brücke                | Holz        | 36         | 706          | Gedeckte Holzbrücke, gebaut 2017 vom Katastrophenhilfe Bereitschaftsbataillon 23 Allgemeines Fahrverbot Verbot für Tiere (Pferd) Brücke führt vom Parkplatz zur Talstation der Wolzenalp-Bahnen Wanderweg |
| | Trempelbrücke                                   | Krummenau               |      | Strassenbrücke (zweispurig) mit Trottoir                                                      | Bogenbrücke                    | Beton       | 32         | 703          | Höchstgeschwindigkeit 50 km/h |
| | Brandholzbrücke                                 | Ebnat-Kappel            |      | Strassenbrücke (einspurig)                                                                    | Gedeckte Brücke                | Holz        | 37         | 647          | Gedeckte Holzbrücke, gebaut 1995 |
| | Dickenstrasse-Brücke                            | Ebnat-Kappel            |      | Strassenbrücke (zweispurig) mit Trottoir                                                      | Balkenbrücke                   | Beton       | 40         | 631          | Höchstgeschwindigkeit 50 km/h Wanderweg |
| | Mettlensteg (Schwarzer Steg)                    | Ebnat-Kappel            |      | Fussgänger- und Velobrücke                                                                    | Fachwerkbrücke                 | Stahl       | 46         | 627          | Historische Eisenfachwerkbrücke, gebaut 1875, ersetzte offene Holzbrücke Das Bauwerk ist im Inventar historischer Verkehrswege der Schweiz (IVS) als Objekt von regionaler Bedeutung aufgeführt. Wanderweg |
| | Eichbrücke                                      | Ebnat-Kappel            |      | Strassenbrücke (einspurig)                                                                    | Fachwerkbrücke                 | Stahl       | 30         | 626          | Historische Eisenfachwerkbrücke, gebaut ca. 1872 Das Bauwerk ist im Inventar historischer Verkehrswege der Schweiz (IVS) als Objekt von regionaler Bedeutung aufgeführt. Höchstgeschwindigkeit 50 km/h, Höchstgewicht 8 t Wanderweg |
| | Stegbrücke (Industriestrasse)                   | Ebnat-Kappel            |      | Strassenbrücke (einspurig)                                                                    | Fachwerkbrücke                 | Stahl       | 30         | 622          | Historische Eisenfachwerkbrücke, gebaut 1872 Das Bauwerk ist im Inventar historischer Verkehrswege der Schweiz (IVS) als Objekt von regionaler Bedeutung aufgeführt. Vortritt vor dem Gegenverkehr (Fahrtrichtung Ebnat-Kappel Unterdorf) Dem Gegenverkehr Vortritt lassen (Fahrtrichtung Ebnat-Kappel Ganten) Höchstgeschwindigkeit 50 km/h, Höchstgewicht 8 t |
| Im Bau (Juli 2019) Neue Brücke (September 2022) | Brücke Thur/SOB                                 | Wattwil – Ebnat-Kappel  |      | Strassenbrücke (zweispurig) 122                                                               | Balkenbrücke                   | Beton       | 365        | 618          | Gebaut 2018/19, eröffnet September 2022 Höchstgeschwindigkeit 80 km/h Das Bauwerk überquert auch die Bahnlinie der SOB. |
| Im Bau (Juli 2019) Neue Brücke (September 2022) | Thurbrücke Ulisbach                             | Ulisbach                |      | Eisenbahnbrücke (eingleisig)                                                                  | Balkenbrücke                   | Beton       | 46         | 614          | Gebaut 2019, ersetzte Stahlfachwerkbrücke von 1944 Höchstgeschwindigkeit 85 km/h SOB-Bahnstrecke Nesslau-Neu St. Johann – Altstätten SG Das Bauwerk überquert auch den Fritz-Schiessweg auf der rechten Flussseite. |
| | Waisenhausstrasse-Brücke                        | Ulisbach                |      | Strassenbrücke (zweispurig) mit Trottoirs                                                     | Balkenbrücke                   | Beton       | 50         | 613          | Höchstgeschwindigkeit 50 km/h Veloland-Route 4 Alpenpanorama-Route (Etappe 2 Appenzell–Glarus), Route 95 Thur-Route (Etappe 2 Bischofszell–Nesslau) und Route 99 Herzroute (Etappe 10 Rapperswil–Wattwil) Wanderland-Route 24 Thurweg (Etappe 2 Nesslau)–Wattwil und Route 972 Unterer Thurweg (Ebnat-Kappel–Wattwil) |
| Bild gesucht Die Wikipedia wünscht sich an dieser Stelle ein Bild vom Ort mit diesen Koordinaten 47.294285 9.091029 . Motiv: Markthallensteg Falls du dabei helfen möchtest, erklärt die Anleitung , wie das geht. BW | Markthallensteg                                 | Wattwil                 |      | Fussgängerbrücke                                                                              | Gedeckte Brücke Fachwerkbrücke | Holz        | 50         | 610          | Die Brücke wurde 2023 erbaut. Der Steg ist bedeutend als innerörtliche Verbindung zwischen Rietwis- und Bleikenquartier. |
| | Rietwisbrücke (Bahnhofstrasse)                  | Wattwil                 |      | Strassenbrücke (zweispurig) mit Trottoirs 120                                                 | Bogenbrücke                    | Stahl       | 42         | 609          | Gebaut 2007, ersetzte Eisenfachwerkbrücke von 1908 Höchstgeschwindigkeit 50 km/h BLWE-Buslinie 770 (Lichtensteig – Wattwil – Ebnat-Kappel) Wanderland-Route 4 ViaJacobi (Etappe 2 Herisau–Wattwil) |
| | Volkshaussteg                                   | Wattwil                 |      | Fussgänger- und Velobrücke                                                                    | Bogenbrücke                    | Stahl       | 45         | 609          | Brücke mit Holzbelag, neu erstellt 2003, saniert 2018 Metallpoller dienen als Durchfahrtssperre Fahrverbot für Motorwagen, Motorräder und Motorfahrräder Verbot für Tiere (Pferd) Veloland-Route 4 Alpenpanorama-Route (Etappe 2 Appenzell–Glarus), Route 95 Thur-Route (Etappe 2 Bischofszell–Nesslau) und Route 99 Herzroute (Etappe 10 Rapperswil–Wattwil) |
| | Postbrücke                                      | Wattwil                 |      | Strassenbrücke (zweispurig) mit Trottoirs                                                     | Bogenbrücke                    | Beton       | 50         | 608          | Historische Betonbogenbrücke von Robert Maillart, gebaut 1909 Das Bauwerk ist im Inventar historischer Verkehrswege der Schweiz (IVS) als Objekt von nationaler Bedeutung aufgeführt. Vortritt vor dem Gegenverkehr (Lastwagen, Fahrtrichtung Wattwil-Bahnhof) Dem Gegenverkehr Vortritt lassen (Lastwagen, Fahrtrichtung Wattwil-Post) Höchstgeschwindigkeit 50 km/h, Höchstgewicht 38 t PostAuto-Buslinien 780 (Wattwil – Hemberg) und 790 Churfirstenlinie (Wattwil – Nesslau – Wildhaus – Buchs) BLWE-Buslinie 770 (Lichtensteig – Wattwil – Ebnat-Kappel) Mountainbikeland-Route 461 Chrüzegg Route (Wattwil–Wattwil) Veloland-Route 4 Alpenpanorama-Route (Etappe 2 Appenzell–Glarus) Wanderland-Route 24 Thurweg (Etappe 3 Wattwil–Schwarzenbach SG) |
| | Unbenannter Steg                                | Wattwil                 |      | Fussgänger- und Velobrücke                                                                    | Balkenbrücke                   | Stahl       | 45         | 607          | Brücke mit Metallbarriere Wanderland-Route 24 Thurweg (Etappe 3 Wattwil–Schwarzenbach SG) |
| | Weiherhussteg (Hintere Schomatten-Steg)         | Wattwil                 |      | Fussgänger- und Velobrücke mit Rohrleitung an der Brückenseite                                | Fachwerkbrücke                 | Stahl       | 40         | 604          | Eisenfachwerkbrücke mit Parallelträgern, gebaut 1916 Veloland-Route 95 Thur-Route (Etappe 2 Bischofszell–Nesslau) und Route 99 Herzroute (Etappe 11 Wattwil–Herisau) Wanderland-Route 24 Thurweg (Etappe 3 Wattwil–Schwarzenbach SG) |
| | Umfahrung Wattwil-Brücke                        | Wattwil                 |      | Strassenbrücke (zweispurig) T16 13.4                                                          | Balkenbrücke                   | Beton       | 260        | 603          | Eröffnet 1993 Höchstgeschwindigkeit 80 km/h |
| | Umfahrung Lichtensteig-Brücke                   | Wattwil                 |      | Strassenbrücke (zweispurig) T16 13.4                                                          | Balkenbrücke                   | Beton       | 70         | 602          | Eröffnet 1983 Höchstgeschwindigkeit 80 km/h |
| | Floozbrücke                                     | Wattwil                 |      | Strassenbrücke (zweispurig) mit Trottoir 87                                                   | Balkenbrücke                   | Beton       | 40         | 601          | Höchstgeschwindigkeit 50 km/h Mountainbikeland-Route 461 Chrüzegg Route (Wattwil–Wattwil) Veloland-Route 95 Thur-Route (Etappe 2 Bischofszell–Nesslau) und Route 99 Herzroute (Etappe 11 Wattwil–Herisau) Wanderland-Route 24 Thurweg (Etappe 3 Wattwil–Schwarzenbach SG) |
| | Thurviadukt (SOB Kunststeinviadukt)             | Wattwil                 |      | Eisenbahnbrücke (eingleisig) mit Fussgängersteg                                               | Bogenbrücke                    | Stein       | 96         | 601          | Kunststein-Bogenbrücke, gebaut 1910 Höchstgeschwindigkeit 100 km/h SOB-Bahnstrecke Nesslau-Neu St. Johann – Altstätten SG Allgemeines Fahrverbot (Fussgängersteg) Wanderland-Route 24 Thurweg (Etappe 3 Wattwil–Schwarzenbach SG) |
| | Stadtbrücke (Stadtbruggstrasse)                 | Wattwil – Lichtensteig  |      | Strassenbrücke (zweispurig) mit Trottoir                                                      | Fachwerkbrücke                 | Stahl       | 100        | 600          | Gebaut 1870, saniert und umgebaut 1981 Vortritt vor dem Gegenverkehr (Lastwagen, Fahrtrichtung Lichtensteig-Bahnhof) Dem Gegenverkehr Vortritt lassen (Lastwagen, Fahrtrichtung Lichtensteig-Zentrum) Mindestabstand 50 m (Lastwagen) Höchstgeschwindigkeit 50 km/h, Höchstgewicht 24 t PostAuto-Buslinie 772 (Dietfurt – Lichtensteig – Krinau) Veloland-Route 95 Thur-Route (Etappe 2 Bischofszell–Nesslau) |
| | Schleusenbrücke                                 | Wattwil – Lichtensteig  |      | Strassenbrücke (einspurig)                                                                    | Fachwerkbrücke                 | Stahl       | 38         | 600          | Eröffnet 2014 Zufahrt zum Kraftwerk Stadtbrücke AG |
| | Thurotexbrücke                                  | Wattwil – Lichtensteig  |      | Strassenbrücke (einspurig)                                                                    | Gedeckte Brücke                | Holz        | 23         | 593          | Gedeckte Holzbrücke, gebaut 1918 |
| | Unbenannte Brücke                               | Wattwil – Lichtensteig  |      | Strassenbrücke (einspurig)                                                                    | Balkenbrücke                   | Beton       | 25         | 591          | Allgemeines Fahrverbot Höchstgewicht 3 t Wanderweg |
| | Thurbrücke Äuli                                 | Dietfurt                |      | Strassenbrücke (zweispurig) 13                                                                | Balkenbrücke                   | Beton       | 260        | 589          | Eröffnet 1979, saniert 2010 Höchstgeschwindigkeit 80 km/h |
| | Thurbrücke Dietfurt (Landstrasse)               | Dietfurt                |      | Strassenbrücke (zweispurig) mit abgetrenntem Trottoir                                         | Bogenbrücke                    | Stein       | 34         | 578          | Gebaut vor 1837 Höchstgeschwindigkeit 50 km/h PostAuto-Buslinien 771 (Dietfurt – Oberhelfenschwil – Brunnadern-Neckertal) und 772 (Dietfurt – Lichtensteig – Krinau) Mountainbikeland-Route 33 Hörnli Bike (Etappe 2 Hulftegg–Hemberg) Veloland-Route 95 Thur-Route (Etappe 2 Bischofszell–Nesslau) |
| | Wasserleitungsbrücke                            | Dietfurt                |      | Rohrleitungsbrücke                                                                            | Balkenbrücke                   | Stahl       | 45         | 577          | Brücke mit abschliessbarem Tor |
| | Umfahrung Bütschwil-Brücke                      | Dietfurt                |      | Strassenbrücke (zweispurig) 13                                                                | Balkenbrücke                   | Beton       | 67         | 577          | Brücke mit transparenten Lärmschutzwänden auf der Ostseite, gebaut 2016/17, Inbetriebnahme Umfahrung Bütschwil September 2020 |
| | Unbenannter Steg                                | Bütschwil               |      | Fussgängerbrücke mit Erdgasleitung unterhalb der Brücke                                       | Fachwerkbrücke                 | Stahl       | 25         | 575          | Gebaut ca. 1970, renoviert 2011 Wanderweg |
| | Soorbrücke (Laufenstrasse)                      | Bütschwil               |      | Strassenbrücke (einspurig) mit Rohrleitungen unterhalb der Fahrbahn                           | Balkenbrücke                   | Beton       | 28         | 566          | Höchstgewicht 8 t Veloland-Route 95 Thur-Route (Etappe 2 Bischofszell–Nesslau) Während des Zweiten Weltkriegs wurde an der Brücke von der Schweizer Armee ein Sprengobjekt angebracht. |
| | Drahtsteg Untermühle                            | Bütschwil-Ganterschwil  |      | Fussgängerbrücke                                                                              | Hängebrücke                    | Stahl       | 64         | 561          | Drahtseil-Hängebrücke, gebaut 1962/63 An den Pylonen sind gelbe Infotafeln angebracht: «Tragkraft maximal 50 Personen. Schaukeln auf dem Steg verboten. Bei Nichtbeachtung Busse von 5 _ 300 Franken. Die Gemeinderäte von Bütschwil und Ganterschwil» Wanderland-Route 24 Thurweg (Etappe 3 Wattwil–Schwarzenbach SG) |
| | Lochermoosbrücke                                | Bütschwil-Ganterschwil  |      | Strassenbrücke (zweispurig) mit abgetrenntem Fussgänger- und Veloweg 30                       | Gedeckte Brücke                | Holz        | 55         | 556          | Gedeckte Holzbrücke, gebaut 1994, ersetzte Eisenbrücke von 1868, instand gesetzt 2019 Höchstgeschwindigkeit 80 km/h PostAuto-Buslinien 768 (Bütschwil – Ganterschwil – Lütisburg) Flussabwärts befindet sich das national geschützte Auengebiet Thur und Necker bei Lütisburg. |
| | Alte Thurbrücke                                 | Lütisburg               |      | Fussgängerbrücke (bis 1997 für den Autoverkehr benutzt)                                       | Gedeckte Brücke                | Holz        | 65         | 545          | Historische gedeckte Holzbrücke, gebaut 1789–1791, verstärkt mit zwei Flusspfeilern 1885, Dachsanierung 2018/19 Hinweistafeln: «Die Holzbrücke darf nur mit Bewilligung der Gemeinde Lütisburg für Anlässe benützt werden!» und «Achtung: Brücke (Blumen) werden elektronisch überwacht!» Regionales Kulturgut Wanderland-Route 24 Thurweg (Etappe 3 Wattwil–Schwarzenbach SG) Flussaufwärts befindet sich das national geschützte Auengebiet Thur und Necker bei Lütisburg. |
| | Thurbrücke Lütisburg (Flawilerstrasse)          | Lütisburg               |      | Strassenbrücke (zweispurig) mit abgetrenntem Trottoir 10                                      | Fachwerkbrücke                 | Stahl       | 110        | 544          | Gebaut 1997 Höchstgeschwindigkeit 50 km/h Veloland-Route 99 Herzroute (Etappe 11 Wattwil–Herisau) |
| | Mühlaubrücke                                    | Bazenheid – Unterrindal |      | Strassenbrücke (zweispurig) mit schmalen Trottoirs und Rohrleitungen unterhalb der Fahrbahn   | Balkenbrücke                   | Beton       | 50         | 539          | Gebaut 1953, ersetzte gedeckte Holzbrücke von 1851, die wieder aufgebaut wurde über den Necker in der Aachsäge. Höchstgeschwindigkeit 80 km/h Wanderweg Die hydrometrische Messstation Thur - Jonschwil, Mühlau (2303) vom Bundesamt für Umwelt (BAFU) befindet sich 380 m flussabwärts auf der rechten Flussseite. |
| | Thurbrücke Schwarzenbach                        | Schwarzenbach           |      | Eisenbahnbrücke (zweigleisig)                                                                 | Bogenbrücke                    | Stein       | 166        | 515          | Steinbogenbrücke, gebaut 1926, ersetzte Eisengitterbrücke von 1856 Höchstgeschwindigkeit 125 km/h Bahnstrecke St. Gallen–Winterthur |
| | Schwarzenbacher-Brücke                          | Wil – Schwarzenbach     |      | Strassenbrücke (zweispurig) mit Trottoirs 8                                                   | Balkenbrücke                   | Beton       | 80         | 512          | Gebaut 1964, ersetzte Eisengitterbrücke von 1872/73 Höchstgeschwindigkeit 50 km/h PostAuto-Buslinie 730 (Wil SG – Jonschwil – Uzwil) und Regiobus-Buslinie 729 (Wil SG – Schwarzenbach – Henau – Uzwil) Wanderweg |
| | Unbenannter Steg                                | Züberwangen – Henau     |      | Fussgänger- und Velobrücke                                                                    | Hängebrücke                    | Stahl       | 48         | 503          | Gebaut von der Firma Mathias Streiff AG Veloland-Route 5 Mittelland-Route (Etappe 1 Romanshorn–Wil (SG)) und Route 33 Kartäuser-Fürstenland-Route (Etappe 2 Wil SG–Rorschach) Das Bauwerk befindet sich im national geschützten Auengebiet Thurauen Wil-Weieren. |
| | Thurbrücke am Felsegg (Autobahn A1)             | Züberwangen – Henau     |      | Autobahnbrücke (vierspurig)                                                                   | Balkenbrücke                   | Beton       | 150        | 502          | Eröffnet 1969 Höchstgeschwindigkeit 120 km/h Auf der rechten Flussseite befindet sich das national geschützte Amphibienlaichgebiet Gill-Henau Reservat. |
| | Thurbrücke Felsegg (Maillartbrücke)             | Zuzwil – Henau          |      | Strassenbrücke (zweispurig) mit Trottoirs für Fussgänger und Velofahrer 119                   | Bogenbrücke                    | Beton Stahl | 132        | 500          | Dreigelenkige Eisenbetonbogenbrücke, gebaut 1932/33, erneuert 2014–2016 Das Bauwerk ist denkmalgeschützt Höchstgeschwindigkeit 80 km/h PostAuto-Buslinie 726 (Uzwil, Waldhof – Henau – Wil SG) Das Bauwerk befindet sich im national geschützten Auengebiet Gillhof-Glattburg. |
| | Brübacher-Brücke (Felseggstrasse)               | Brübach – Henau         |      | Strassenbrücke (zweispurig) mit abgetrennten Trottoirs und Rohrleitung unterhalb der Fahrbahn | Bogenbrücke                    | Beton Stahl | 50         | 494          | Historische Eisenbetonbrücke mit Zwillingsbogen, gebaut 1947, total saniert 1995 Vortritt vor dem Gegenverkehr (Lastwagen, Fahrtrichtung Henau) Dem Gegenverkehr Vortritt lassen (Lastwagen, Fahrtrichtung Brübach) Höchstgeschwindigkeit 60 km/h Wanderland-Route 24 Thurweg (Etappe 4 Schwarzenbach SG–Bischofszell) Das Bauwerk befindet sich im national geschützten Auengebiet Gillhof-Glattburg. |
| | Sonnentalersteg                                 | Sonnental – Niederuzwil |      | Fussgängerbrücke                                                                              | Fachwerkbrücke                 | Stahl       | 90         | 490          | Gebaut 1912, saniert 2016 Verbot für Tiere (Pferd) Wanderweg Das Bauwerk befindet sich im national geschützten Auengebiet Gillhof-Glattburg. |
| | Thurbrücke Oberbüren (Abt‑Bedastrasse)          | Sonnental – Oberbüren   |      | Strassenbrücke (zweispurig) mit Trottoirs und Rohrleitungen unterhalb der Fahrbahn            | Balkenbrücke                   | Beton       | 105        | 488          | Brücke mit Flusspfeilern Höchstgeschwindigkeit 80 km/h PostAuto-Buslinie 724 (Wil SG – Zuckenriet – Niederbüren), 726 (Uzwil, Waldhof – Henau – Wil SG) und 728 (Uzwil – Oberbüren – Zuckenriet) Wanderland-Route 24 Thurweg (Etappe 4 Schwarzenbach SG–Bischofszell) Das Bauwerk befindet sich im national geschützten Auengebiet Gillhof-Glattburg. |
| | Thurbrücke Billwil                              | Billwil                 |      | Strassenbrücke (einspurig)                                                                    | Bogenbrücke                    | Beton Stahl | 85         | 484          | Brücke mit Flusspfeiler, entworfen von Robert Maillart, fertiggestellt 1904, saniert 2008/12 Regionales Kulturgut Vortritt vor dem Gegenverkehr (Fahrtrichtung Oberbüren) Dem Gegenverkehr Vortritt lassen (Fahrtrichtung Niederhelfenschwil) Höchstgeschwindigkeit 80 km/h, Höchstgewicht 9 t Wanderweg |
| | Golfstrasse-Brücke                              | Niederbüren             |      | Strassenbrücke (einspurig)                                                                    | Fachwerkbrücke                 | Stahl       | 70         | 476          | Gebaut 1928, ersetzte Steg von 1923 Höchstgeschwindigkeit 5 km/h (Schritttempo), Höchstgewicht 3 t Wanderweg Flussabwärts auf der linken Flussseite befindet sich die hydrometrische Messstation Nr. 8501 Thur - Niederbüren, Golfplatz des Kantons St. Gallen. 1,3 km flussabwärts auf der rechten Flussseite befindet sich das national geschützte Amphibienlaichgebiet Huserfelsen, Himmelbleichi. |

### Thur:Kanton Thurgau
18 Brücken und Stege überspannen die Thur im Kanton Thurgau.
| Bild                                                                | Name                                  | Ort                               | Lage | Funktion | Konstruktion                   | Material    | Länge in m | Höhe m ü. M. | Bemerkungen |
| ------------------------------------------------------------------- | ------------------------------------- | --------------------------------- | ---- | --- | ------------------------------ | ----------- | ---------- | ------------ | --- |
|                                                                     | Neue Thurbrücke (Thurfeldstrasse)     | Bischofszell                      |      | Strassenbrücke (zweispurig) mit Velostreifen 111                                                                                 | Balkenbrücke                   | Beton       | 85         | 463          | Gebaut 1972/73 Höchstgeschwindigkeit 60 km/h Flussaufwärts befinden sich die national geschützten Auengebiete Ghöggerhütte und Unteres Ghögg. |
|                                                                     | Alte Thurbrücke («Krumme Brücke»)     | Bischofszell                      |      | Fussgängerbrücke | Bogenbrücke                    | Stein       | 116        | 463          | Historische achtjochige Steinbogenbrücke, gebaut 1479–1487, saniert 1999–2006 Nationales Kulturgut Veloland-Route 95 Thur-Route (Etappe 1 Andelfingen (Ellikon a.R.)–Bischofszell) Wanderland-Route 24 Thurweg (Etappe 5 Bischofszell–Weinfelden) und Route 79 Thurgauer Panoramaweg (Etappe 2 Bischofszell–Wil SG) |
|                                                                     | Haldensteg                            | Halden – Hohentannen              |      | Fussgängerbrücke | Fachwerkbrücke                 | Stahl       | 80         | 456          | Gebaut 1906 von Eisenwerk Aktiengesellschaft Bosshard & Co. Die hydrometrische Messstation Thur - Halden (2181) vom Bundesamt für Umwelt (BAFU) befindet sich auf der rechten Flussseite unterhalb der Brücke. |
|                                                                     | Thurbrugg-Brücke                      | Schönenberg an der Thur – Kradolf |      | Strassenbrücke (zweispurig) mit Trottoirs 81                                                                                     | Schrägseilbrücke               | Beton Stahl | 95         | 450          | Schrägseilbrücke mit Mischsystem, fertiggestellt 1998, gilt als Wahrzeichen der Gemeinde Kradolf-Schönenberg Höchstgeschwindigkeit 50 km/h Veloland-Route 47 Thurgauer Panorama-Route (Romanshorn–Wil SG) und Route 95 Thur-Route (Etappe 1 Andelfingen (Ellikon a.R.)–Bischofszell) Wanderland-Route 24 Thurweg (Etappe 5 Bischofszell–Weinfelden)                                                                                                   |
|                                                                     | Buhwilersteg                          | Buhwil – Kradolf                  |      | Fussgängerbrücke | Fachwerkbrücke                 | Stahl       | 54         | 440          | Gebaut 1906, renoviert 1969 Allgemeines Fahrverbot Verbot für Tiere (Pferd) Hinweistafel: «Tragfähigkeit Brücke eingeschränkt max. 30 Personen» Wanderland-Route 24 Thurweg (Etappe 5 Bischofszell–Weinfelden) |
|                                                                     | Istighoferbrücke                      | Istighofen – Bürglen              |      | Strassenbrücke (zweispurig) mit Trottoirs für Fussgänger und Velofahrer 437                                                      | Balkenbrücke                   | Beton       | 120        | 435          | Ersetzte gedeckte Holzbrücke von 1837 Höchstgeschwindigkeit 50 km/h Veloland-Route 923 Geo-Route (Etappe 1 Rorschach–Weinfelden) Wanderland-Route 24 Thurweg (Etappe 5 Bischofszell–Weinfelden) 1 km flussabwärts auf der rechten Flussseite befindet sich das national geschützte Amphibienlaichgebiet Sangen-Mülifang. |
|                                                                     | Rotenhausenbrücke (Weinfelderstrasse) | Rothenhausen – Weinfelden         |      | Strassenbrücke (zweispurig) mit Velostreifen und Trottoirs 80                                                                    | Balkenbrücke                   | Beton       | 184        | 422          | Gebaut 1986 Höchstgeschwindigkeit 80 km/h PostAuto-Buslinien 722 (Wil SG – Hosenruck) und 932 (Weinfelden – Mettlen – Neukirch a.d. Thur) Veloland-Route 41 Pilger-Route (Etappe 1 Kreuzlingen–Fischingen) und Route 95 Thur-Route (Etappe 1 Andelfingen (Ellikon a.R.)–Bischofszell) Wanderland-Route 24 Thurweg (Etappe 6 Weinfelden–Frauenfeld) |
|                                                                     | Thurbo-Brücke                         | Bussnang – Weinfelden             |      | Eisenbahnbrücke (eingleisig) | Balkenbrücke                   | Beton       | 143        | 420          | Eröffnet 1911 Höchstgeschwindigkeit 80 km/h Bahnstrecke Wil SG – Weinfelden |
|                                                                     | Ganggelisteg                          | Bussnang – Weinfelden-Folenweid   |      | Fussgänger- und Velobrücke | Hängebrücke                    | Stahl       | 120        | 419          | Historische Drahtseil-Hängebrücke mit Holzbalkenboden, gebaut 1882, renoviert 1979 und 2011 1978 fand man oberhalb des Steges Überreste einer römischen Holzbrücke Regionales Kulturgut Verbot für Tiere (Pferd) Wanderland-Route 24 Thurweg (Etappe 6 Weinfelden–Frauenfeld) und Route 913 Thurgauer Vermessungsweg (Weinfelden–Hosenruck) |
|                                                                     | Amlikonerbrücke                       | Amlikon-Bissegg                   |      | Strassenbrücke (zweispurig) mit Velostreifen und Trottoirs                                                                       | Balkenbrücke                   | Beton       | 145        | 413          | Gebaut 1994/95, ersetzte Eisengitterbrücke von 1912 Höchstgeschwindigkeit 80 km/h PostAuto-Buslinie 838 (Frauenfeld – Thundorf – Weinfelden) Veloland-Route 923 Geo-Route (Etappe 2 Weinfelden–Schaffhausen) Wanderland-Route 4 ViaJacobi (Etappe 22 Märstetten–Fischingen) und Route 908 Stählibuckweg (Weinfelden–Frauenfeld) |
| Gedeckte Holzbrücke (2019) Vorlandbrücken vor Instandsetzung (2019) | Zollbrücke Eschikofen                 | Amlikon-Bissegg – Bonau           |      | Fussgänger- und Velobrücke | Gedeckte Brücke Vorlandbrücken | Holz Stahl  | 95 45+60   | 407          | Historische gedeckte Holzbrücke, gebaut 1837, renoviert 2007 Regionales Kulturgut Die nördliche Zufahrt erfolgt über stählerne Vorlandbrücken von 1885 und 1911, instand gesetzt 2020/21. Fahrverbot für Motorwagen, Motorräder und Motorfahrräder Wanderland-Route 24 Thurweg (Etappe 6 Weinfelden–Frauenfeld) |
|                                                                     | Eschikoferbrücke                      | Amlikon-Bissegg – Bonau           |      | Strassenbrücke (zweispurig) mit Trottoirs                                                                                        | Balkenbrücke                   | Beton       | 170        | 407          | Brücke mit zwei Flusspfeilern, gebaut 1954, saniert 2004/05 Höchstgeschwindigkeit 60 km/h |
|                                                                     | Thurbrücke Müllheim                   | Eschikofen – Müllheim             |      | Eisenbahnbrücke (zweigleisig) mit Fussgängersteg                                                                                 | Fachwerkbrücke                 | Stahl       | 174        | 406          | Gebaut 1903, ersetzte gedeckte Holzbrücke Höchstgeschwindigkeit 95 km/h Bahnstrecke Winterthur-Romanshorn Skatingland-Route 3 Mittelland Skate (Etappe 2 Weinfelden–Winterthur) Wanderland-Route 24 Thurweg (Etappe 6 Weinfelden–Frauenfeld) |
|                                                                     | Thurbrücke Grüneck (Autobahn A7)      | Hüttlingen – Müllheim             |      | Autobahnbrücke (sechsspurig), wobei je eine Spur in beiden Fahrtrichtungen als Ein- und Ausfahrt zum Anschluss «5 Grüneck» dient | Balkenbrücke                   | Beton       | 300        | 400          | Höchstgeschwindigkeit 120 km/h |
|                                                                     | Pfynerbrücke                          | Felben‑Wellhausen – Pfyn          |      | Strassenbrücke (zweispurig) mit Velostreifen und Trottoirs                                                                       | Balkenbrücke                   | Beton       | 225        | 394          | Gebaut 1965, ersetzte Eisenbrücke von 1875 Höchstgeschwindigkeit 80 km/h PostAuto-Buslinien 829 (Frauenfeld – Pfyn – Müllheim – Wigoltingen) und 920 (Kreuzlingen – Tägerwilen – Lipperswil – Müllheim – Frauenfeld) Veloland-Route 60 Studenland-Töss-Römer-Route (Etappe 2 Bülach–Steckborn) Wanderland-Route 24 Thurweg (Etappe 6 Weinfelden–Frauenfeld) Das Bauwerk befindet sich im national geschützten Auengebiet Wyden bei Pfyn.              |
|                                                                     | Ochsenfurtsteg                        | Frauenfeld – Warth-Weiningen      |      | Fussgänger- und Velobrücke | Fachwerkbrücke                 | Stahl       | 180        | 388          | Gebaut 1899, ersetzte Fähre von 1871 Wanderweg Das Bauwerk befindet sich im national geschützten Auengebiet Hau-Äuli. Auf der linken Flussseite befindet sich das national geschützte Amphibienlaichgebiet Allmend. |
|                                                                     | Rohrerbrücke (Rorerbrücke)            | Frauenfeld – Warth-Weiningen      |      | Strassenbrücke (zweispurig) mit Trottoir für Fussgänger und Velofahrer 465                                                       | Bogenbrücke                    | Beton       | 180        | 386          | Gebaut 1918, verbreitert 1983 Höchstgeschwindigkeit 80 km/h PostAuto-Buslinien 823 (Frauenfeld – Stammheim – Diessenhofen) und 825 (Frauenfeld – Herdern – Stein am Rhein) Veloland-Route 3 Kartäuser-Fürstenland-Route (Etappe 1 Stein am Rhein–Wil SG) Wanderland-Route 24 Thurweg (Etappe 7 Frauenfeld–Andelfingen) und Route 910 Thurgauer Rebenweg (Oberneunforn–Frauenfeld) Flussabwärts befindet sich das national geschützte Auengebiet Wuer. |
|                                                                     | Uesslingerbrücke                      | Uesslingen-Buch                   |      | Strassenbrücke (zweispurig) mit Trottoirs                                                                                        | Balkenbrücke                   | Beton       | 160        | 380          | Gebaut 1987, ersetzte Eisenfachwerkbrücke von 1889 Höchstgeschwindigkeit 60 km/h PostAuto-Buslinie 822 (Frauenfeld – Oberneunforn) Wanderland-Route 24 Thurweg (Etappe 7 Frauenfeld–Andelfingen) |

### Thur: KantonsgrenzeThurgau–Zürich
Ein Steg und eine Brücke überspannen die Thur bei der Kantonsgrenze Thurgau – Zürich.
| Bild | Name          | Ort                       | Lage | Funktion                                   | Konstruktion     | Material    | Länge in m | Höhe m ü. M. | Bemerkungen |
| ---- | ------------- | ------------------------- | ---- | ------------------------------------------ | ---------------- | ----------- | ---------- | ------------ | --- |
|      | Feldisteg     | Altikon – Uesslingen-Buch |      | Fussgängerbrücke                           | Fachwerkbrücke   | Stahl       | 156        | 376          | Gebaut 1899, im Rahmen der Thurkorrektion angehoben 2001 Übergang ist nicht behindertengerecht (Treppe) Wanderland-Route 24 Thurweg (Etappe 7 Frauenfeld–Andelfingen) Interkantonale Brücke (Kantonsgrenze Zürich – Thurgau) |
|      | Altikerbrücke | Altikon – Neunforn        |      | Strassenbrücke (zweispurig) mit Trottoir 7 | Schrägseilbrücke | Beton Stahl | 150        | 373          | Schrägseilbrücke mit Harfensystem, gebaut 1994, ersetzte Eisenfachwerkbrücke von 1922/23 Höchstgeschwindigkeit 80 km/h Veloland-Route 45 Wyland–Downtown (Etappe 1 Stein am Rhein–Winterthur) und Route 40123 Nordostschweizer Kultur Tour (Winterthur–Schaffhausen) Interkantonale Brücke (Kantonsgrenze Zürich – Thurgau) Flussabwärts auf der rechten Flussseite befindet sich das national geschützte Auengebiet Schäffäuli. |

### Thur:Kanton Zürich
9 Brücken überspannen die Thur im Kanton Zürich.
| Bild | Name                                   | Ort                            | Lage | Funktion                                                                                                  | Konstruktion     | Material    | Länge in m | Höhe m ü. M. | Bemerkungen |
| ---- | -------------------------------------- | ------------------------------ | ---- | --- | ---------------- | ----------- | ---------- | ------------ | --- |
|      | Gütighausen-Brücke                     | Gütighausen – Ossingen         |      | Strassenbrücke (einspurig) mit schmalen Trottoirs                                                         | Fachwerkbrücke   | Stahl       | 97         | 367          | Gebaut 1914/15, saniert 1999/2000, ersetzte Brücke von 1879, die 1913 bei Erneuerungsarbeiten einstürzte Das Bauwerk ist im Inventar historischer Verkehrswege der Schweiz (IVS) als Objekt von regionaler Bedeutung aufgeführt. Mindestabstand 50 m (Lastwagen) Höchstgewicht 18 t Wanderweg |
|      | Thurbrücke Ossingen                    | Dätwil – Ossingen              |      | Eisenbahnbrücke (eingleisig) mit Fussgängersteg                                                           | Fachwerkbrücke   | Stahl       | 332        | 362          | Historische Brücke, gebaut 1874/75 Nationales Kulturgut Höchstgeschwindigkeit 75 km/h Bahnstrecke Winterthur–Etzwilen Wanderweg |
|      | Thurbrücke Andelfingen (Rheinfallbahn) | Andelfingen – Kleinandelfingen |      | Eisenbahnbrücke (eingleisig)                                                                              | Fachwerkbrücke   | Stahl       | 137        | 357          | Historische Brücke, gebaut 1856/57 Regionales Kulturgut Höchstgeschwindigkeit 125 km/h Bahnstrecke Winterthur-Schaffhausen |
|      | Weinlandbrücke (Autobahn A4)           | Andelfingen – Kleinandelfingen |      | Autobahnbrücke (dreispurig), zweispurig Fahrtrichtung Winterthur und einspurig Fahrtrichtung Schaffhausen | Hohlkastenbrücke | Beton       | 293        | 356          | Gebaut 1955–1958 Höchstgeschwindigkeit 100 km/h |
|      | Weinlandbrücke (Hauptstrasse 15)       | Andelfingen – Kleinandelfingen |      | Strassenbrücke (zweispurig) mit Trottoir                                                                  | Hohlkastenbrücke | Beton Stahl | 339        | 356          | Hohlkasten-Stahlbetonverbundbrücke, gebaut 1999/2000 Höchstgeschwindigkeit 80 km/h |
|      | Thurbrücke Andelfingen                 | Andelfingen – Kleinandelfingen |      | Strassenbrücke (einspurig) mit abgetrenntem Trottoir                                                      | Gedeckte Brücke  | Holz        | 72         | 355          | Historische gedeckte Holzbrücke, gebaut 1814/15, ersetzte Vorgängerbau von 1652, der 1799 zerstört wurde Regionales Kulturgut Höchstgeschwindigkeit 50 km/h, Höchstgewicht 16 t, Höchsthöhe 3,5 m Durchfahrt geregelt durch Lichtanlage PostAuto-Buslinie 605 (Oberstammheim – Ossingen – Andelfingen) Wanderland-Route 24 Thurweg (Etappe 7 Frauenfeld–Andelfingen und Etappe 8 Andelfingen–Rüdlingen) und Route 859 Zürcher Weinland Weg (Andelfingen–Dachsen) Der Thurpfad führt über die Brücke. Während des Zweiten Weltkriegs wurde an der Brücke von der Schweizer Armee ein Sprengobjekt angebracht. Die hydrometrische Messstation Thur - Andelfingen (2044) vom Bundesamt für Umwelt (BAFU) befindet sich 50 m flussaufwärts auf der linken Flussseite. |
|      | ARA-Brücke                             | Andelfingen – Kleinandelfingen |      | Rohrleitungsbrücke Fussgängerbrücke                                                                       | Hängebrücke      | Stahl       | 80         | 355          | Die Kanalisationsbrücke mit öffentlichem Übergang für Fussgänger und Velofahrer wurde 1970 erbaut. Sie wurde 2009 und 2018 saniert. Allgemeines Fahrverbot Übergang ist durch Rampen rollstuhltauglich Der Thurpfad führt über die Brücke. Die Einstiegsstelle für Kanuland-Route 40 Thur Kanu (Andelfingen–Eglisau) befindet sich auf der linken Flussseite. |
|      | Thurbrücke Alten                       | Andelfingen – Kleinandelfingen |      | Strassenbrücke (einspurig) mit abgetrenntem Trottoir                                                      | Gedeckte Brücke  | Holz        | 103        | 351          | Gedeckte Holzbrücke, gebaut 1992. Die erste Altener-Brücke wurde 1870 eingeweiht. Vortritt vor dem Gegenverkehr (Fahrtrichtung Alten) Dem Gegenverkehr Vortritt lassen (Fahrtrichtung Andelfingen) Höchstgeschwindigkeit 80 km/h Veloland-Route 86 Rheinfall—Zürcher Oberland (Etappe 1 Schaffhausen–Pfäffikon ZH) und Route 95 Thur-Route (Etappe 1 Andelfingen (Ellikon a.R.)–Bischofszell) Der Thurpfad führt über die Brücke. |
|      | Ellikerbrücke                          | Flaach                         |      | Strassenbrücke (einspurig) mit schmalem Trottoir                                                          | Balkenbrücke     | Beton       | 114        | 346          | Gebaut 1930/31, saniert 1949, Vortritt vor dem Gegenverkehr (Fahrtrichtung Ellikon am Rhein) Dem Gegenverkehr Vortritt lassen (Fahrtrichtung Flaach) Höchstgeschwindigkeit 80 km/h Veloland-Route 2 Rhein-Route (Etappe 7 Schaffhausen–Bad Zurzach) Wanderland-Route 24 Thurweg (Etappe 8 Andelfingen–Rüdlingen) und Route 60 ViaRhenana (Etappe 5 Rheinau–Eglisau) Das Bauwerk befindet sich im national geschützten Auengebiet Eggrank-Thurspitz und im Smaragd-Gebiet Thurspitz. Auf der rechten Flussseite befindet sich das national geschützte Amphibienlaichgebiet Elliker Auen. 1 km flussabwärts auf der linken Flussseite befindet sich das national geschützte Amphibienlaichgebiet Altwässer Thurspitz.                                               |